# سونتشات راتيواتانا
سونتشات راتيواتانا (بالتايلندية: สนฉัตร รติวัฒน์) مواليد 23 يناير 1982 في بانكوك، هو لاعب كرة مضرب تايلندي بدأ مسيرته كمحترف سنة 2004 يلعب باليد اليمنى. أعلى تصنيف له في الفردي كان 655.

## الخط الزمني للزوجي
مفتاح
| ف | ن | ن.ن | ر.ن | د# | د.م | ل | أ.أ | ت | غ | ب | ف | ذ | م.خ | ل.ت |

(ف) فاز بالبطولة (ن) وصل النهائي (ن.ن) نصف النهائي (ر.ن) ربع النهائي (د#) الأدوار الأربعة الأولى (د.م) دور المجموعات (ل) شارك في كأس ديفيز (أ.أ) خرج من الأدوار الاولى (ت) خسر التصفيات التأهيلية (غ) غاب عن الحدث أو البطولة (ب) حصل على ميدالية برونزية (ف) حصل على ميدالية فضية (ذ) حصل على ميدالية ذهبية (م.خ) بطولة الماسترز خُفضت إلى مرتبة أقل (ل.ت) البطولة لم تعقد في السنة المعينة.
لتجنب الارتباك وازدواجية الحساب، يتم تحديث هذه المعلومات إما في نهاية البطولة، أو عندما تكون مشاركة اللاعب في البطولة قد انتهت.
| الدورة            | 2006 | 2007 | 2008 | 2009 | 2010 | 2011 | 2012 | 2013 | ف-خ  |
| ----------------- | ---- | ---- | ---- | ---- | ---- | ---- | ---- | ---- | ---- |
| أستراليا المفتوحة | غ    | غ    | د1   | غ    | غ    | د1   | غ    | د1   | 0–3  |
| فرنسا المفتوحة    | غ    | غ    | د1   | غ    | غ    | غ    | غ    | د1   | 0–2  |
| ويمبلدون          | د2   | د1   | د1   | د2   | د3   | د1   | د2   | د2   | 6–8  |
| أمريكا المفتوحة   | غ    | غ    | د1   | غ    | غ    | غ    | د1   | غ    | 0–2  |
| فوز-خسارة         | 1–1  | 0–1  | 0–4  | 1–1  | 2–1  | 0–2  | 1–2  | 1–3  | 6–15 |

## روابط خارجية
- سونتشات راتيواتانا على موقع رابطة محترفي التنس (الإنجليزية)
- سونتشات راتيواتانا على موقع الاتحاد الدولي لكرة المضرب (الإنجليزية)
- سونتشات راتيواتانا على موقع كأس ديفيز (الإنجليزية)
- سونتشات راتيواتانا على موقع خلاصة التنس.كوم (الإنجليزية)
- سونتشات راتيواتانا على موقع إي إس بي إن.كوم (الإنجليزية)
- سونتشات راتيواتانا على موقع أوليمبيديا (الإنجليزية)